# 佐藤井岐雄
佐藤 井岐雄（さとう いきお、1902年〈明治35年〉11月22日 - 1945年〈昭和20年〉8月11日）は日本の生物学者。サンショウウオを中心とする両生類研究の世界的権威であった。

## 経歴

### 生い立ちから大学まで
岐阜県郡上郡奥明方村（現・郡上市）に生まれる。命名の由来は、父の出身地・岐阜県の「岐」と母の出身地福井県の「井」にちなむ。
奈良県の中学を卒業したのち広島高師に入学し長野県の自然誌を研究、高師卒業後は長野県で中学校教諭として勤務した。その後旧制広島文理科大学（現在の広島大学）に入学、阿部余四男教授に師事した（のち佐藤は自分が確認した新種のサンショウウオに命名する際、恩師の名にちなみ「アベサンショウウオ」とした）。卒業論文は、日本産有尾類の分類及び染色体に関する内容であった。

### 『日本産有尾類総説』の刊行
佐藤は文理大卒業後、同大学の助手となり講師として「原生動物学」を担当した。1941年には中国産サソリの形成における細胞内有形物質の研究により理学博士号を取得した。文理大助教授に昇進した1943年には主著『日本産有尾類総説』を刊行した。同僚で同年に博士号を取得し実験生理学を担当していた川村智治郎（のち広島大学学長）とは、互いに切磋琢磨しあう友人であるとともに、火花を散らすライバルでもあったが、2人の争いはそれぞれが指導する学生の間にも暗黙のわだかまりを生じたという。

### 被爆と死
佐藤は妻・清子との結婚後、広島市錦町（現在の広島市中区広瀬町）の妻の実家に妻の両親と同居していたが、戦争が激化すると家族を広島県世羅郡広定村（現三次市）に疎開させた。1945年8月には大学の重要書類が疎開先に送り出されるのに立ち会うため、妻とともに錦町の実家に戻り、教授への昇進を2日後に控えた8月6日朝、大学に向かうため広電十日市町電停（爆心地から約800m）で電車を待っていたところ、原爆に被爆（広島市への原子爆弾投下）。全身火傷を負った後、自宅で被爆した妻とともに、広島市古江（現・西区）にあった同僚の土井忠生教授宅に避難、妻たちによる看護を受けながら5日間苦しんだのち死去した。

## 業績
佐藤はクモガタ類の他、当時体系化が遅れていたイモリ・サンショウウオなど両生類（有尾類）の分類に関心を持ち、また細胞学にも通じていたことから、台湾・朝鮮半島に分布する種も含む『日本産有尾類総説』を刊行した。この本は戦時中の刊行にもかかわらず、本文は520頁に及び、画家・吉岡一による挿図149個・色刷分布図3葉・原色図版31葉を収録した大著である。当初は欧文での出版が企画されていたが、時局を憚って和文による刊行となり、また1,000部の限定出版となった。しかしこの著作により彼は日本で初めて世界的に認められた両生類学者となった。
続いて佐藤はオオサンショウウオの生態に関する研究を進めていたが、その研究は原爆死により中断した。さらに自筆原稿・標本の多くが焼失したため、オオサンショウウオの生態解明が遅れたといわれる。

## 年譜
- 1902年（明治35年）11月22日：岐阜県郡上郡奥明方村で佐藤與之助とすての長男として出生。
- 1920年（大正9年）3月11日：奈良県立郡山中学校卒業。
- 1922年（大正11年）4月8日：広島高等師範学校理科第3部に入学。
- 1926年（大正15年）
  - 3月7日：広島高等師範学校理科第3部卒業。
  - 3月31日：長野県立長野中学校教諭。
- 1929年（昭和4年）4月22日：広島文理科大学生物学科入学。
- 1932年（昭和7年）
  - 3月7日：広島文理科大学生物学科卒業。
  - 3月31日：広島文理科大学助手。
- 1933年（昭和8年）
  - 1月6日：吉村清子と挙式。
  - 8月19日：長女弘子が出生。
- 1936年（昭和11年）9月3日：次女圭子が出生。
- 1941年（昭和16年）7月31日：理学博士号を授与される。「極東蠍の精虫形成における細胞質的現象,特に絲状体環の構造及びゴルヂ体分裂に関する研究(英文)」。
- 1942年（昭和17年）12月2日：三女祐子が出生。
- 1943年（昭和18年）8月18日：広島文理科大学助教授に昇任。
- 1944年（昭和19年）10月31日：広島文理科大学附属図書館参与となる。
- 1945年（昭和20年）
  - 8月6日：広島市で原子爆弾に被爆、重傷（全身火傷）を負う。
  - 8月8日：広島文理大教授に昇任。
- 1945年（昭和20年）8月11日：死去。享年42。

## 家族
父・佐藤與之助は陸軍曹長で、「翠園」と号する書家でもあり『日本産有尾類総説』にも揮毫している。弟（與之助の次男）の和韓鵄（わかし、1910年生）も広島文理科大で植物学を専攻した生物学者で、戦後に金沢高等師範学校の副校長となったが、まもなく夭折。妻・清子は専売公社の前身である煙草販売会社を経営していた吉村幸一郎の娘で、佐藤との間に3女（弘子・圭子・祐子）を生んだが、佐藤が亡くなって間もない1945年8月26日、被爆時の傷が急に悪化して死去した（享年32）。佐藤夫妻の墓所は広島市稲荷町（現南区）の広寂寺にある。

## 人物
「苦みばしった風貌」で学生からは冷たい印象を持たれることもあったが、大学時代はボート部の選手やテニスに励むスポーツマンで、しばしば子供をハイキングに連れて行き、採集した野草や貝を料理して振る舞うよき父親としての一面もあったという。

## 著作
- 『有尾目』1937年、三省堂

岡田弥一郎ほか編纂の『日本動物分類』第15巻（脊椎動物門）第3編（両棲綱）第1号。
- 『日本産有尾類総説』1943年、日本出版社

第二次世界大戦後の1978年、第一書房から復刊されている。

## 論文
- 国立情報学研究所収録論文 国立情報学研究所

## 関連文献
- 『月刊Asahi』4巻7号（1992年7月）「特集・21世紀へ語り継ぐ日本の異能・偉才100人」

荒俣宏「佐藤井岐雄 - オオサンショウウオの第一人者、原爆に倒る」で言及。
- 宇都宮妙子「佐藤井岐雄教授追憶の記」（1）・（2）『両生類誌』[日本両生類研究会]7号（2001年11月）・同8号（2002年7月）